# Nova Irlanda (província)

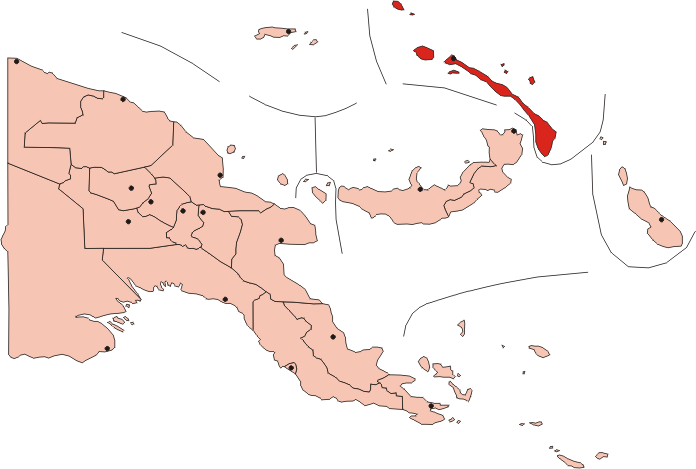
Localização da província da Nova Irlanda na Papua-Nova Guiné

Nova Irlanda (New Ireland em inglês) é uma província da Papua-Nova Guiné. É constituída pela ilha homónima e outras ilhas menores. A capital é a cidade de Kavieng. Tem 9,557 km² e 194 067 habitantes (2011).